# نریوسنگ
نریوسنگ (پهلوی:neryosang، اوستا-nairo.sangha فارسی دری:نرسه ونرسی) که نریوسنگ شاید به معنای جلوهٔ مرد یا جلوهٔ مردمان باشد او از پیام‌آوران اهورامزدا می‌باشد.
تئودور برخونی افسانه‌ای باز می‌گوید که بنا بر آن اهورامزدا، نرسه را همچون مردی پانصد ساله می‌آفریند و او را به صورت برهنه در پس اهریمن قرار می‌دهد تا زنان دل به او ببندند و او را از اهریمن بخواهند.
این داستان شبیه به مطلب بُندَهِشن است که چون اهریمن بر سَرِ اِغوای دخترش جَهی، آمادهِ تازش به جهان اهورامزدا شد، از جهی خواست تا آنچه به کام اوست درخواست کند و اهورامزدا آن تن زشت اهریمن را چون مردی جوان و پانزده‌ساله بدو بنمود و جهی دل بدو بست.
در اساطیر مانوی نیز این اسطورهٔ برخونی آمده است: ایزد نریسف (naresaf yazad در متن پارتی، مساوی است با نریسه. ایزد naresah در متن‌های فارسی میانهٔ مانوی است) همین کار می‌کند و خود را برهنه به دیوان نمایان می‌کند. این سه روایت باید محتوای واحدی داشته باشد و به‌گمان نگارنده، اسطوره‌ای که نریوسنگ را در پس اهریمن قرار داد کهنه‌تر از اسطوره‌ای است که در آن اهریمن به شکل مرد پانصدساله در می‌آید.
ایزد نریوسنگ در واقع ایزد پیام‌آور است و اوست که به همهٔ ایزدان پیغام می‌فرستاده، با آن کِیان و یَلان به کمک کردن در گیتی گمارده شده است. در واقع نژاد کِیان را نریوسنگ به جهان افزود و از اوست که نژاد کِیان را از پیوند خدایان می‌خوانند. ایزد نریوسنگ برای پیشرفت جهانیان است؛ زیرا که به کمک او بود که کِیان و یَلان جهانیان را پیشرفت و سامان دادند.
گفته می‌شود هنگامی که کیومرث درگذشت تخمه‌ای بداد و آن را به روشنی خورشید بپالودند و دو بهر آن را نریوسنگ نگاهداری کرد.